# Rupt
Rupt ist eine französische Gemeinde mit 351 Einwohnern (Stand 1. Januar 2022) im Département Haute-Marne in der Region Grand Est; sie gehört zum Arrondissement Saint-Dizier und zum Gemeindeverband Bassin de Joinville en Champagne. Die Bewohner der Ortschaft nennen sich Rupéens/Rupéennes.

## Geografie
Rupt liegt rund 35 Kilometer nördlich der Stadt Chaumont im Norden des Départements Haute-Marne. Der Ort liegt westlich der Marne. Verkehrstechnisch ist die Gemeinde gut erreichbar mit einem Anschluss an die N67 auf dem Gemeindegebiet.

## Geschichte
Eine erste Kirche entstand um das Jahr 1285. Rupt gehörte historisch zur Bailliage de Chaumont innerhalb der Provinz Champagne. Der Ort gehörte von 1793 bis 1801 zum District Joinville. Zudem von 1793 bis 1801 zum Kanton Poissons und seit 1801 zum Kanton Joinville. Die Gemeinde war 1801 bis 1926 und 1940 bis 1943 dem Arrondissement Wassy und 1926 bis 1940 dem Arrondissement Chaumont zugeteilt. Seit 1943 gehört sie zum Arrondissement Saint-Dizier. 

## Bevölkerungsentwicklung
| Jahr                       | 1962 | 1968 | 1975 | 1982 | 1990 | 1999 | 2006 | 2019 |
| -------------------------- | ---- | ---- | ---- | ---- | ---- | ---- | ---- | ---- |
| Einwohner                  | 216  | 252  | 301  | 338  | 315  | 307  | 302  | 343  |
| Quellen: Cassini und INSEE |      |      |      |      |      |      |      |      |

## Sehenswürdigkeiten
- Kirche Notre–Dame–en–son–Assomption aus dem späten 19. Jahrhundert[1]
- Gedenkplatte für die Gefallenen[2]
- mehrere Lavoirs (ehemalige Waschhäuser)
- Wegkreuz Croix Fermée im Norden der Gemeinde